# Аль-Хассан (стадіон)
Аль-Хассан (араб. ملعب الحسن) — багатофункційний стадіон в Ірбіді, Йорданія. Використовується в основному для проведення футбольних матчів місцевих команд та Національної жіночої футбольної збірної Йорданії. 
Стадіон відкритий у 1976 році. Початкова місткість стадіону складала 10 000 місць. Після реконструкції у 1988 році було збільшено кількість сидячих місць до 15 000, а у 1999 році, після встановлення пластикових сидінь, становить 12 000 місць. Площа стадіону складає близько 15 786 м². Західна трибуна розрахована на 5 500 глядачів, та має VIP-ложу на 120 місць, Центр спортивної медицини, конференц-зал. Східна трибуна розрахована на 6 500 місць, також у підтрибунних приміщеннях знаходиться: гімнастичний зал, роздягальні для гравців, кімната суддів, кабінет для допінг проб, медичний кабінет, медіа-центр, приміщення для персоналу.
На Панарабських іграх 11999 року стадіон приймав відбіркові матчі. У 2016 році на стадіоні проходили ігри Чемпіонату світу з футболу серед дівчат до 17 років.